# Marcello Bartalini
Pour les articles homonymes, voir Bartalini.
Marcello Bartalini (né le 12 mars 1962 à Empoli) est un coureur cycliste italien. Lors des Jeux olympiques de 1984, il a remporté la médaille d'or du contre-la-montre par équipes avec Claudio Vandelli, Marco Giovannetti et Eros Poli.

## Palmarès
- 1980
  - Grand Prix de la ville de Vinci
- 1983
  - 3e du Grand Prix des Nations amateurs
- 1984
  -  Champion olympique du contre-la-montre par équipes (avec Claudio Vandelli, Marco Giovannetti et Eros Poli)
- 1985
  - Grand Prix San Giuseppe
  - 2e de la Coppa 29 Martiri di Figline di Prato
  -  Médaillé de bronze du championnat du monde du contre-la-montre par équipes